# Gewone rouwrandspinnendoder
De gewone rouwrandspinnendoder (Cryptocheilus notatus) is een vliesvleugelig insect uit de familie van de spinnendoders (Pompilidae). De wetenschappelijke naam van de soort is voor het eerst geldig gepubliceerd in 1792 door Rossius.